# メタンピシリン
メタンピシリン（英：Metampicillin、INN）はペニシリン系抗生物質である。メタンピシリンはアンピシリンとホルムアルデヒドの反応によって生成され、水溶液中で加水分解されてアンピシリンを生成する。加水分解は胃のような酸性条件下では速く、中性条件下ではあまり速くなく、ヒト血清のような溶液中では不十分である。